# Catedral Metropolitana de Cascavel
A Catedral Metropolitana de Cascavel - Nossa Senhora Aparecida é um templo católico brasileiro, no qual se encontra a cátedra da Arquidiocese de Cascavel, no estado  do Paraná.
Construída em arquitetura brutalista, teve sua forma inspirada no manto e na coroa de Nossa Senhora Aparecida, orago do templo e de Cascavel.
Foi inaugurada em 1976, com o nome de Igreja Matriz de Cascavel. Em 1978, com a criação da diocese, o templo foi elevado à condição de Catedral. Em 1979 deu-se a elevação da Diocese para Arquidiocese, e a denominação passou a ser Catedral Metropolitana. 

## Histórico
Em 10 de junho de 1952 foi criada a Paróquia Nossa Senhora Aparecida, que passou a ser a padroeira oficial do município, de acordo com a Lei 201/62.
Localizada entre a Avenida Brasil, rua General Osório, rua Duque de Caxias e rua Rio Grande do Sul, teve sua primeira missa realizada em 1974, após o transporte solene da imagem sacra do antigo templo, que existia no mesmo terreno, à direita da atual catedral, tornando-se a nova igreja matriz de Cascavel. 
Em 5 de maio de 1978, já com a obra finalizada, foi criada a Diocese de Cascavel, elevando o templo à condição de catedral. Em 16 de outubro de 1979, a Diocese foi alçada à categoria de Arquidiocese e o templo passou a se chamar Catedral Metropolitana.
Seu primeiro bispo e arcebispo metropolitano foi o sacerdote Dom Armando Círio.

## Detalhes

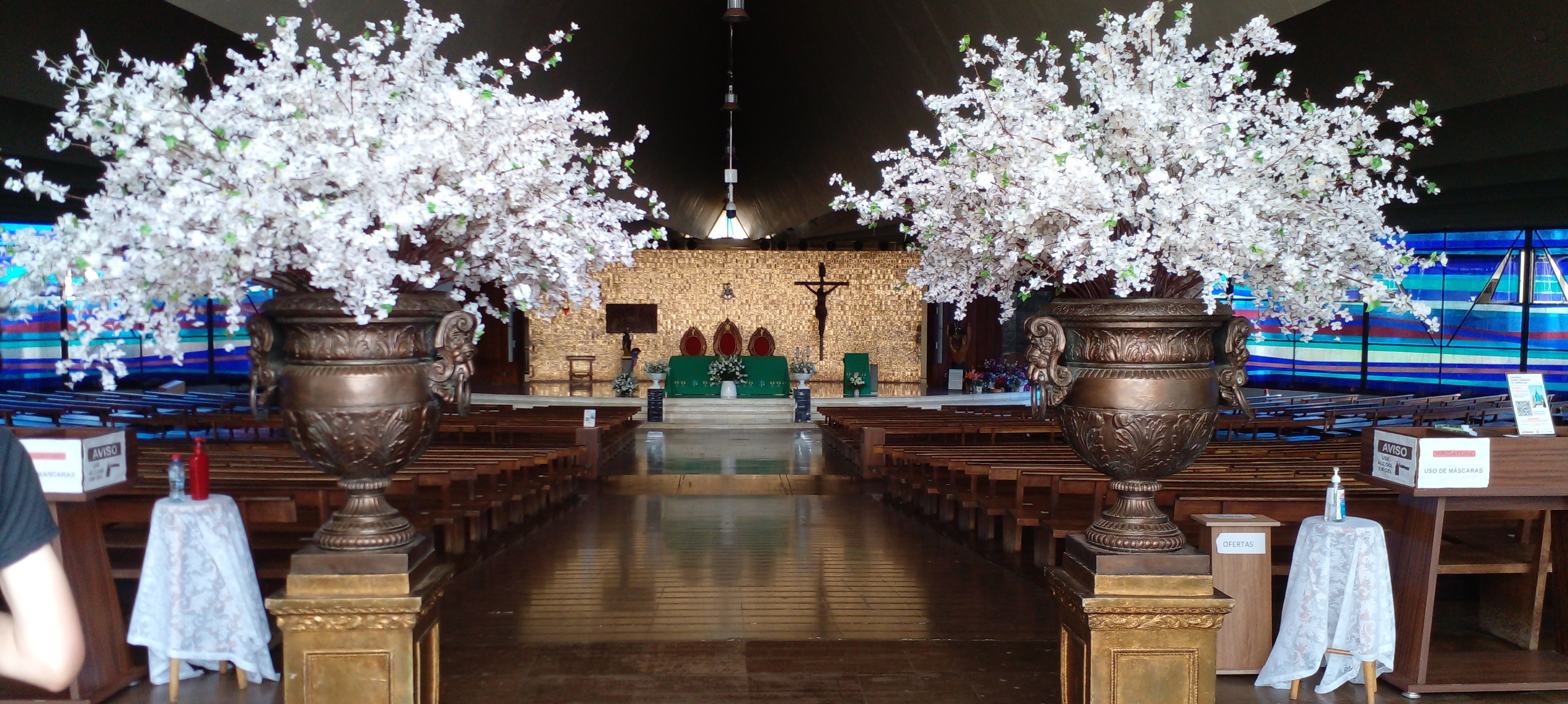
Interior do templo

O projeto foi assinado pelo arquiteto Gustavo Gama Monteiro, inspirado na Arquitetura Brutalista, tendo como principal característica o telhado em laje plissada, com 18 gomos de concreto armado sobre 18 colunas, formando uma estrutura em vão livre, cujo desenho representa o manto e a coroa de Nossa Senhora Aparecida.
O piso do presbitério é revestido com mármore branco e tem como fundo uma parede folhada a ouro, com duas esculturas entalhadas em madeira, um crucifixo e o sacrário com figuras a representar a Última Ceia, além das luzes do Santíssimo Sacramento. Em cada lateral, uma parede de madeira com um vitral iluminado. Na frente o altar em granito negro. Na esquerda está a imagem de Nossa Senhora Aparecida sobre um pedestal formado por duas mãos esculpidas em madeira, representando a oferta.
As paredes laterais do templo são vitrais coloridos e as frontais de vidro temperado.
Todas as esculturas são de autoria do artista cascavelense Dirceu Rosa.

### Praça
A catedral está inserida na Praça João XXIII, que serve de palco para eventos artísticos, culturais e gastronômicos, como a tradicional Festa da Padroeira.
Nela há duas esculturas de concreto:

#### As mãos
É uma escultura com duas mãos segurando uma imagem de Nossa Senhora Aparecida em um gesto de oferta. Foi instalada em 1995.

#### Cruz mestre
Com cerca de 7 metros de altura, foi construída em concreto armado em 1994, à direita do templo.

## Demais estruturas

### Capela
Anexa ao templo está a capela de batismo, antiga cripta, que foi reformada em 2017.

### Salão de festas
Conhecido como "Salão Paroquial", foi ampliado e reformado em 2017, adequando-se às normas de segurança e de acessibilidade, ampliando sua capacidade para mil pessoas.

### Sede administrativa
Localizada nos fundos do templo, destina-se à administração da Arquidiocese de Cascavel.

## Reformas

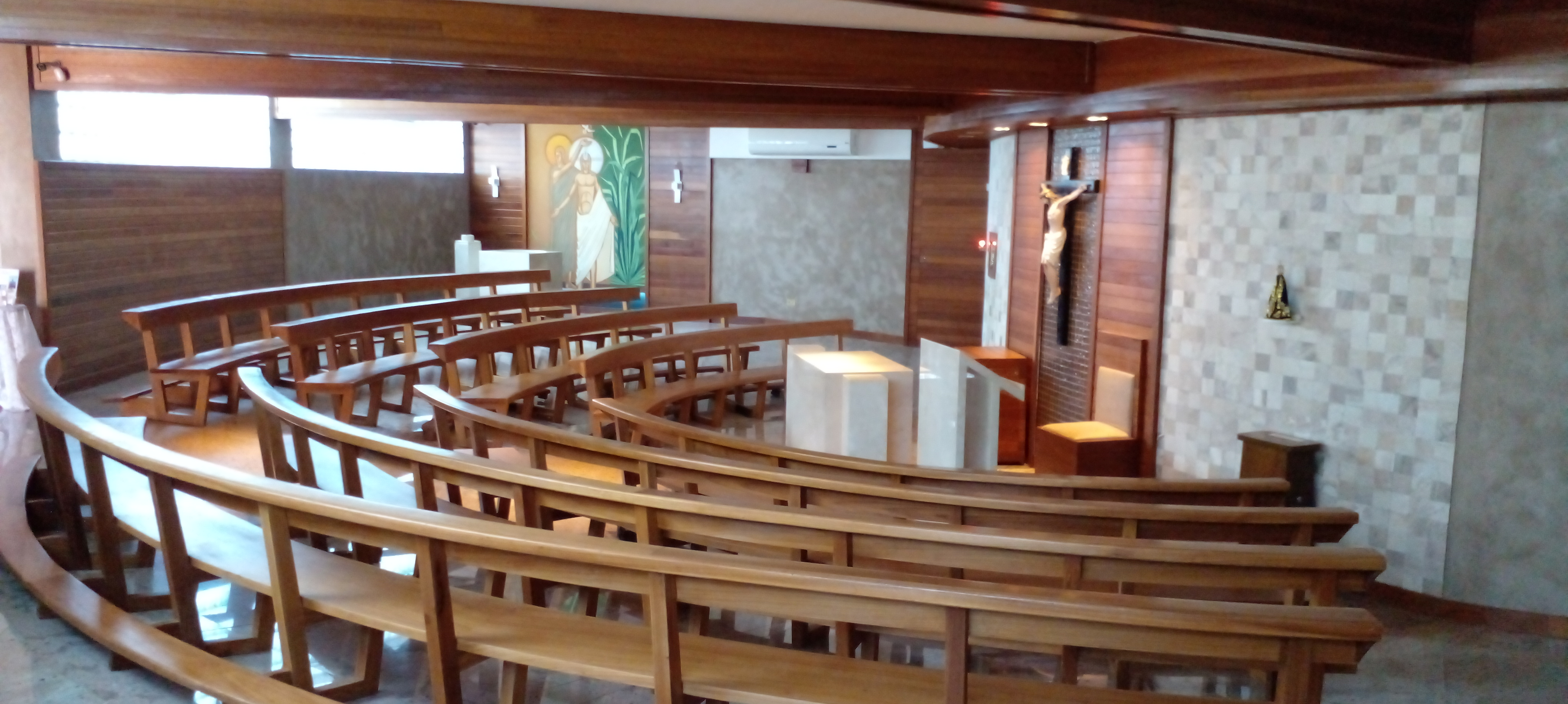
Capela do Batismo

Em 2017 foram iniciadas reformas em todo o complexo da Catedral. O salão de festas, denominado salão paroquial, foi totalmente remodelado a fim de melhorar o conforto e atender normas atuais de segurança. Foi instalado um elevador e climatização nos ambientes.
O templo sofreu sua primeira grande intervenção, com a troca dos vitrais, portas e janelas, sistema de iluminação, restauração dos painéis, instalação de sistemas de segurança e climatização.
A Praça João XXIII também foi remodelada, adequando-se ao padrão da Avenida Brasil, recentemente reformulada.

## Ligações externas

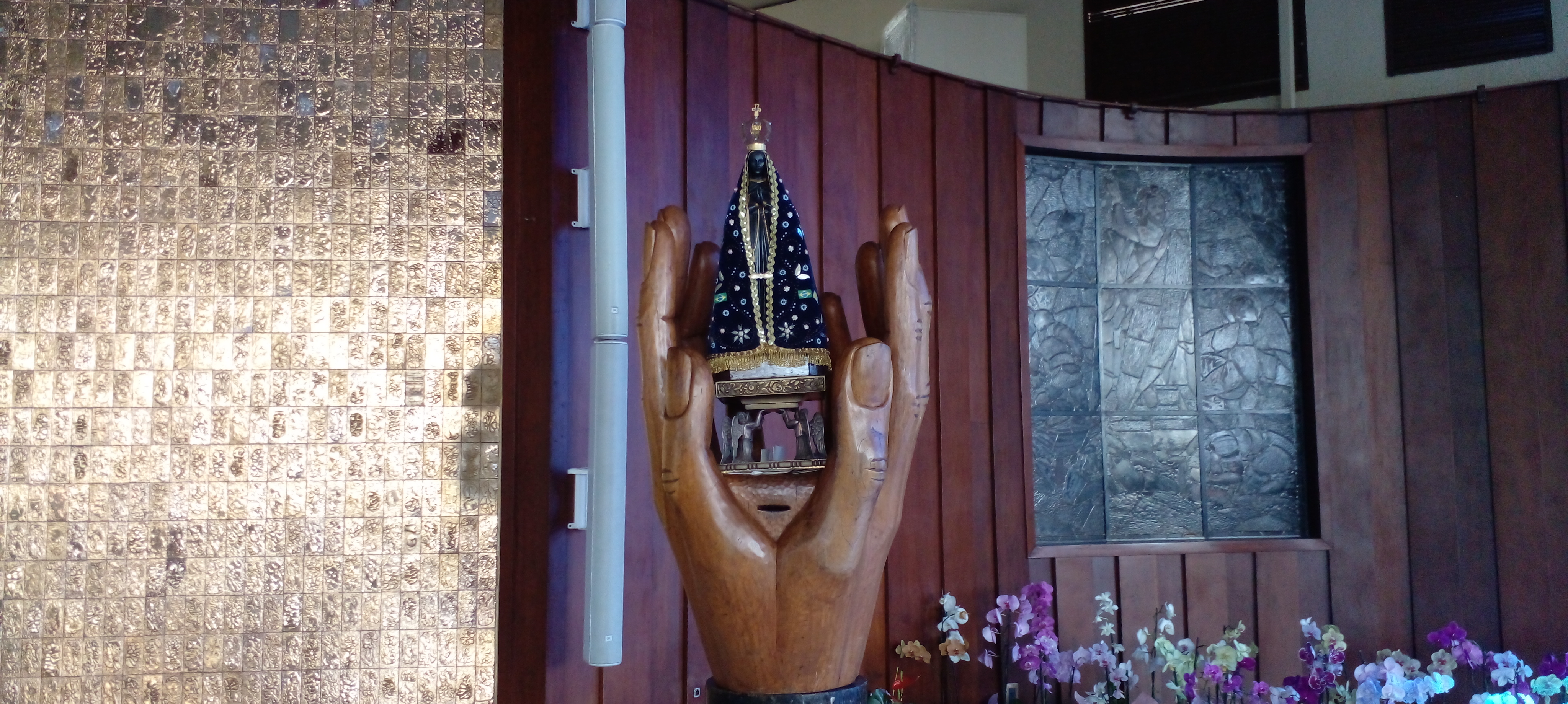
Lateral do presbitério
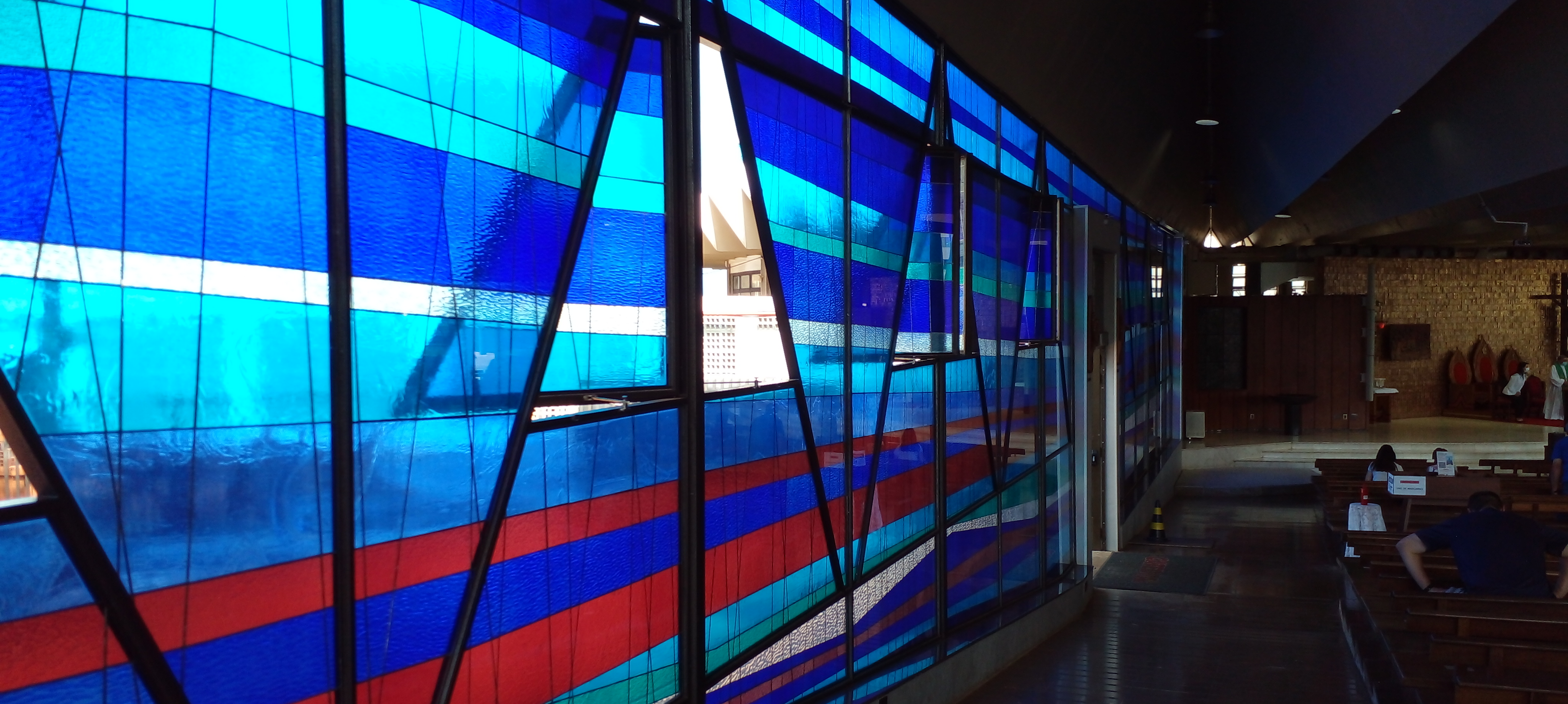
Detalhe do vitral
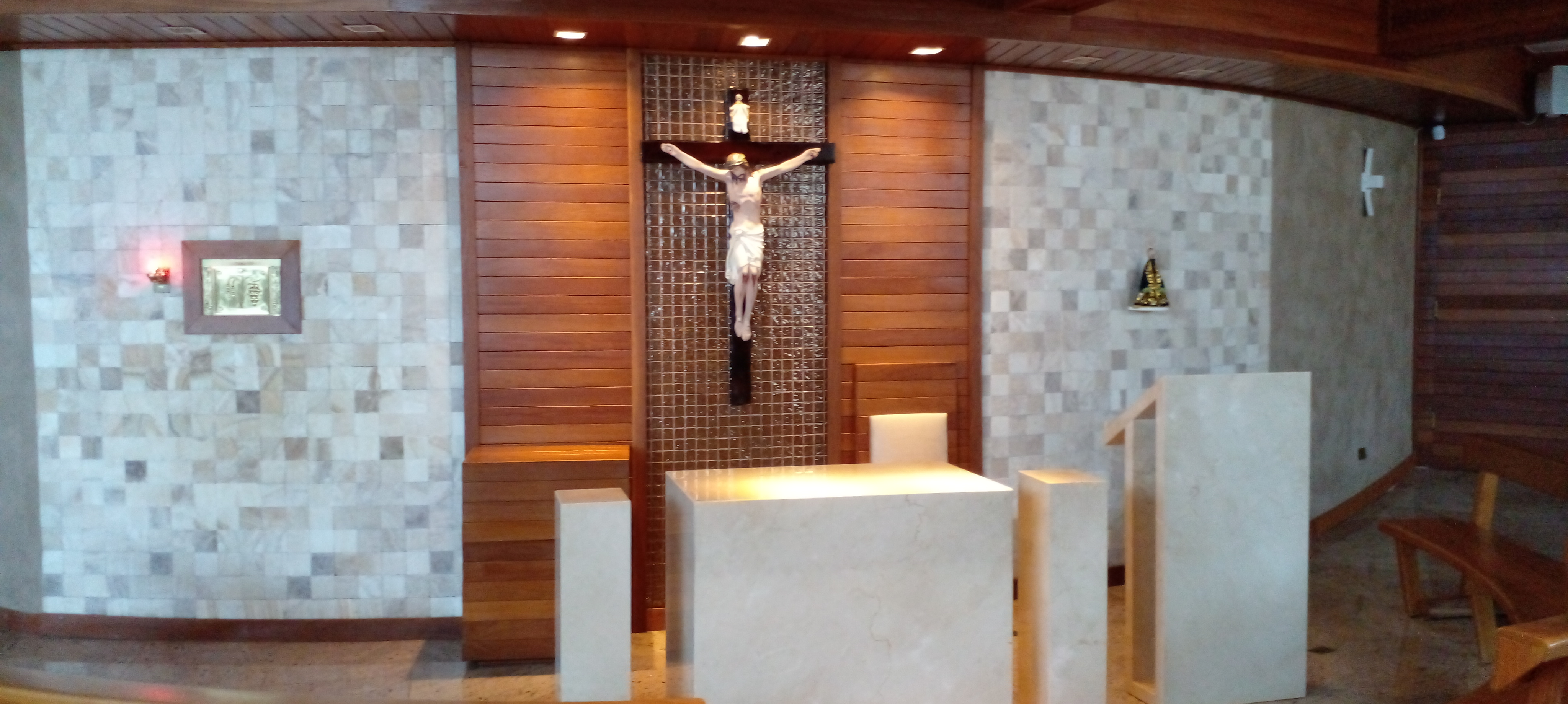
Capela do Batismo
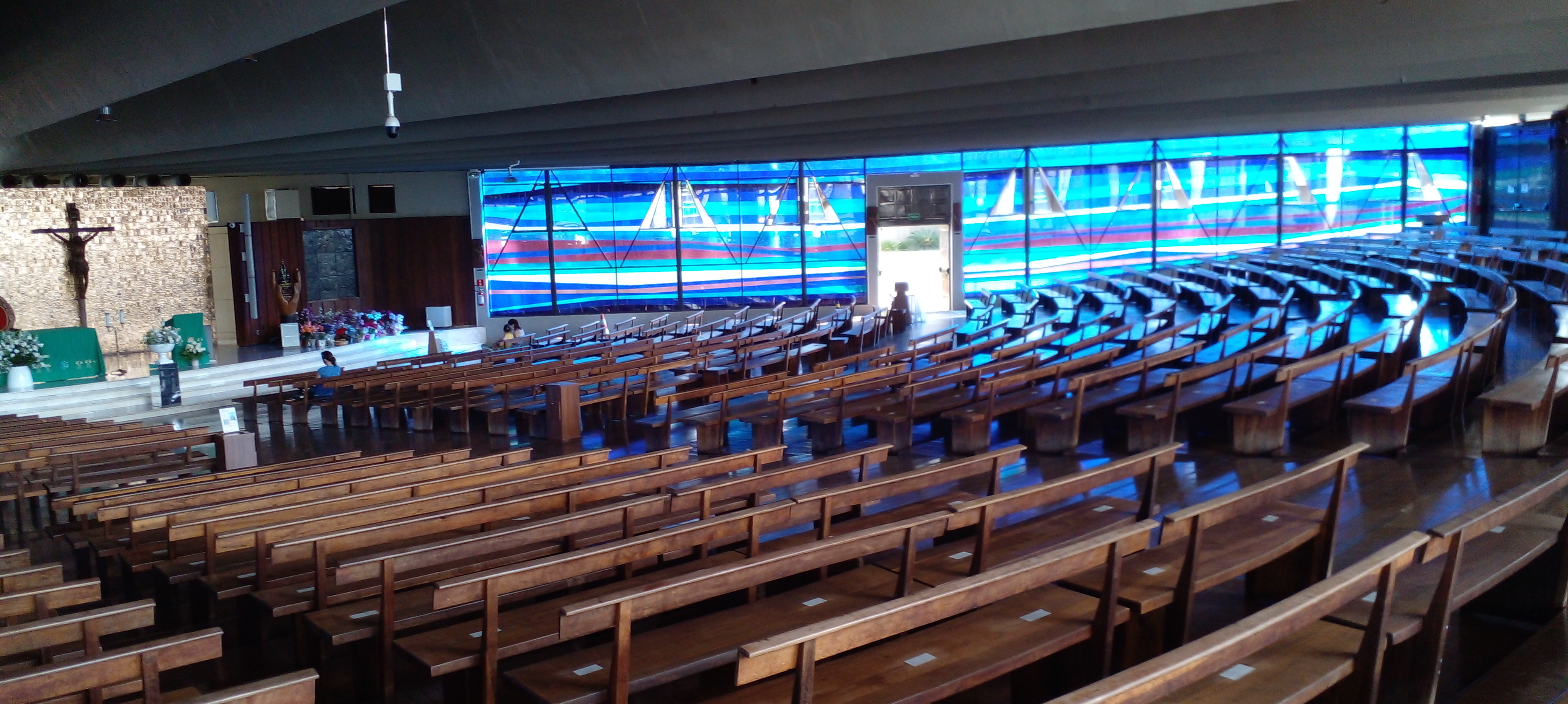
Vista lateral
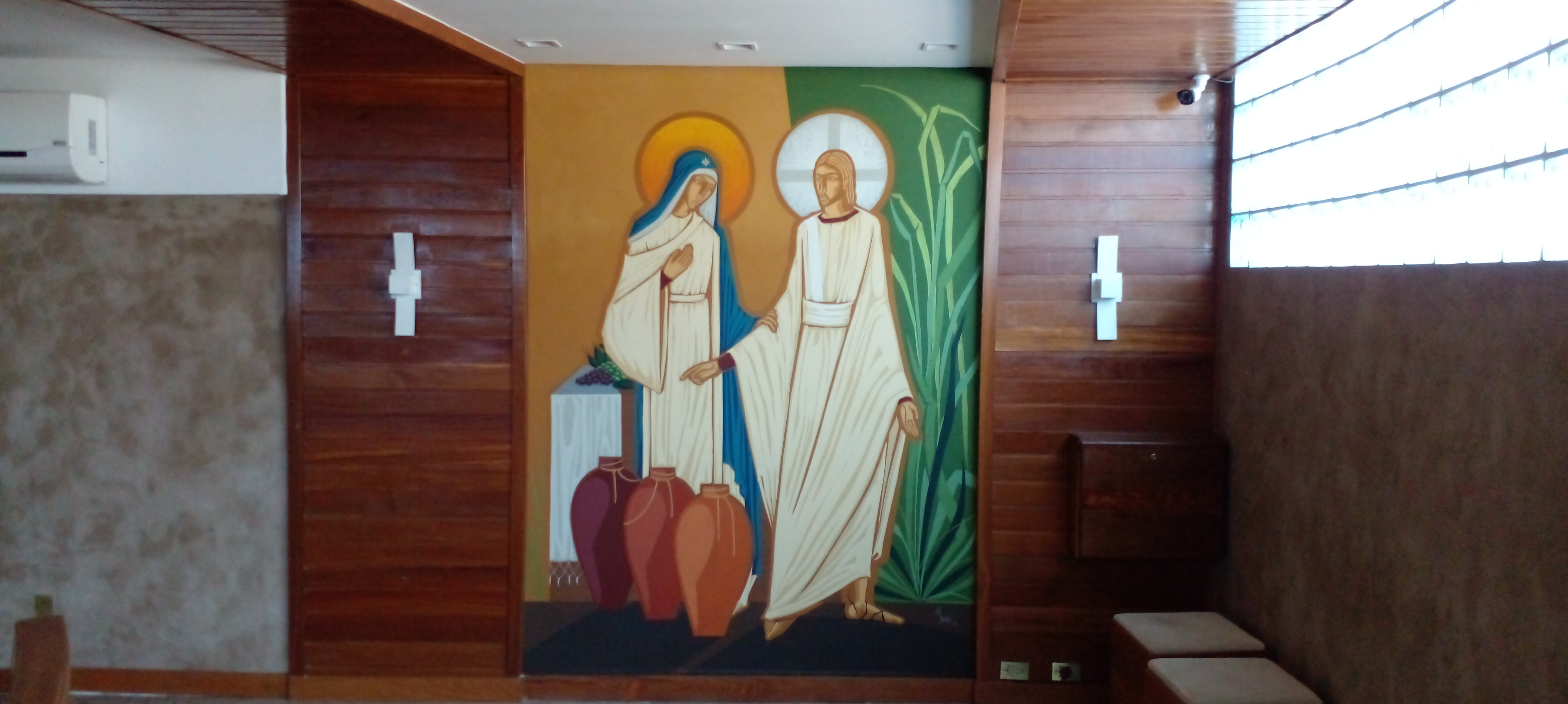
Capela do Batismo
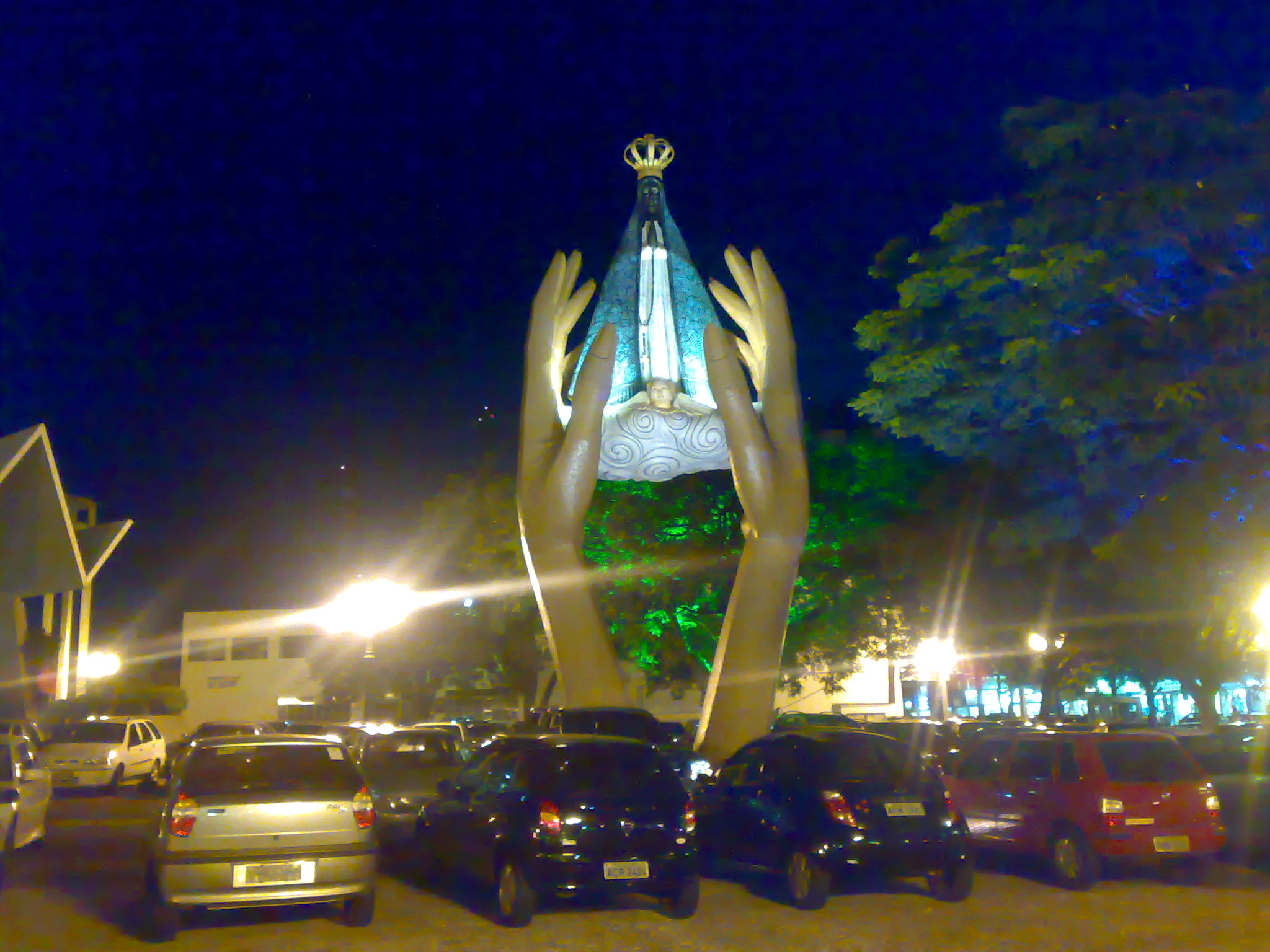
Imagem da Padroeira
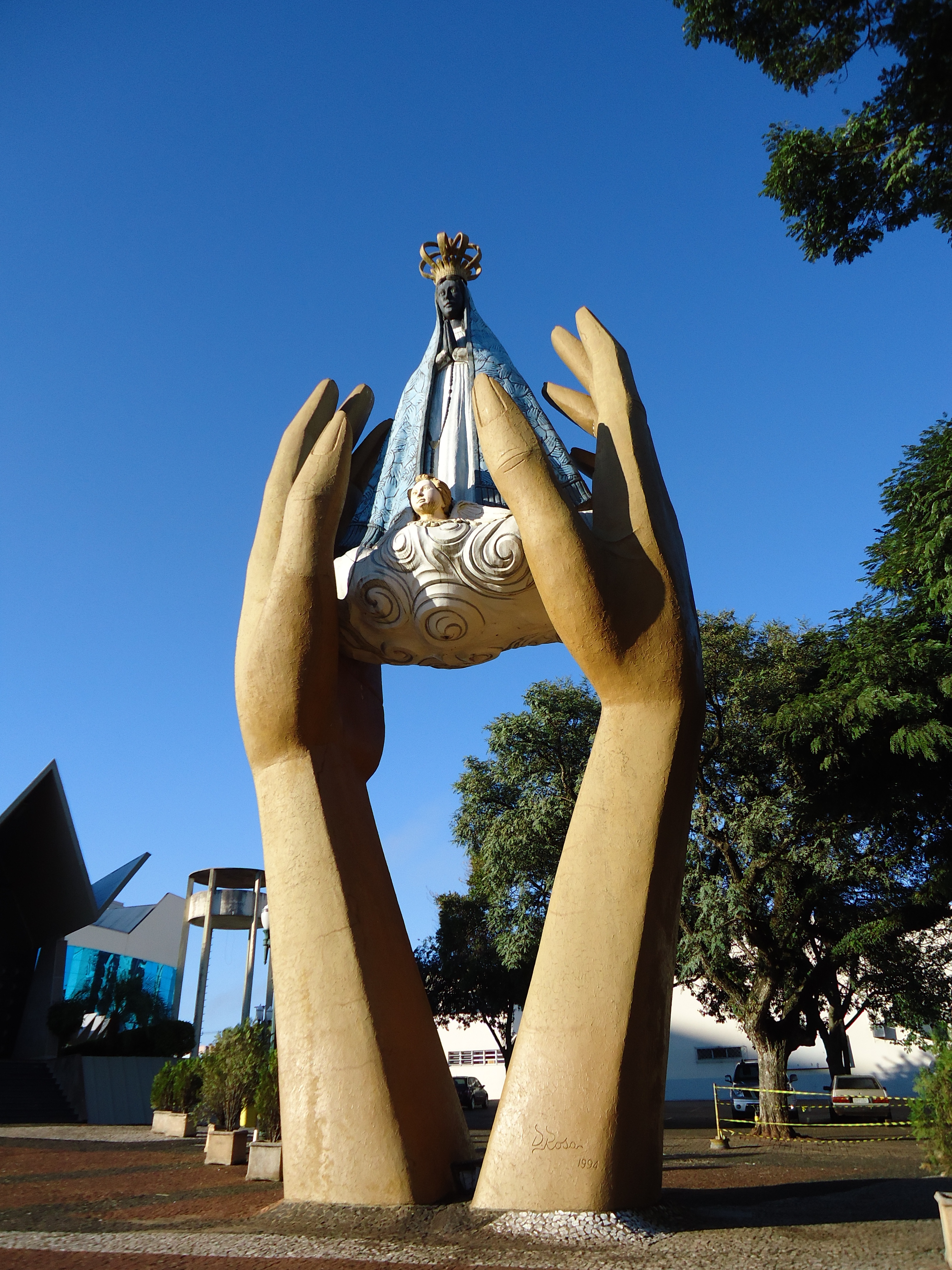
Imagem da Padroeira
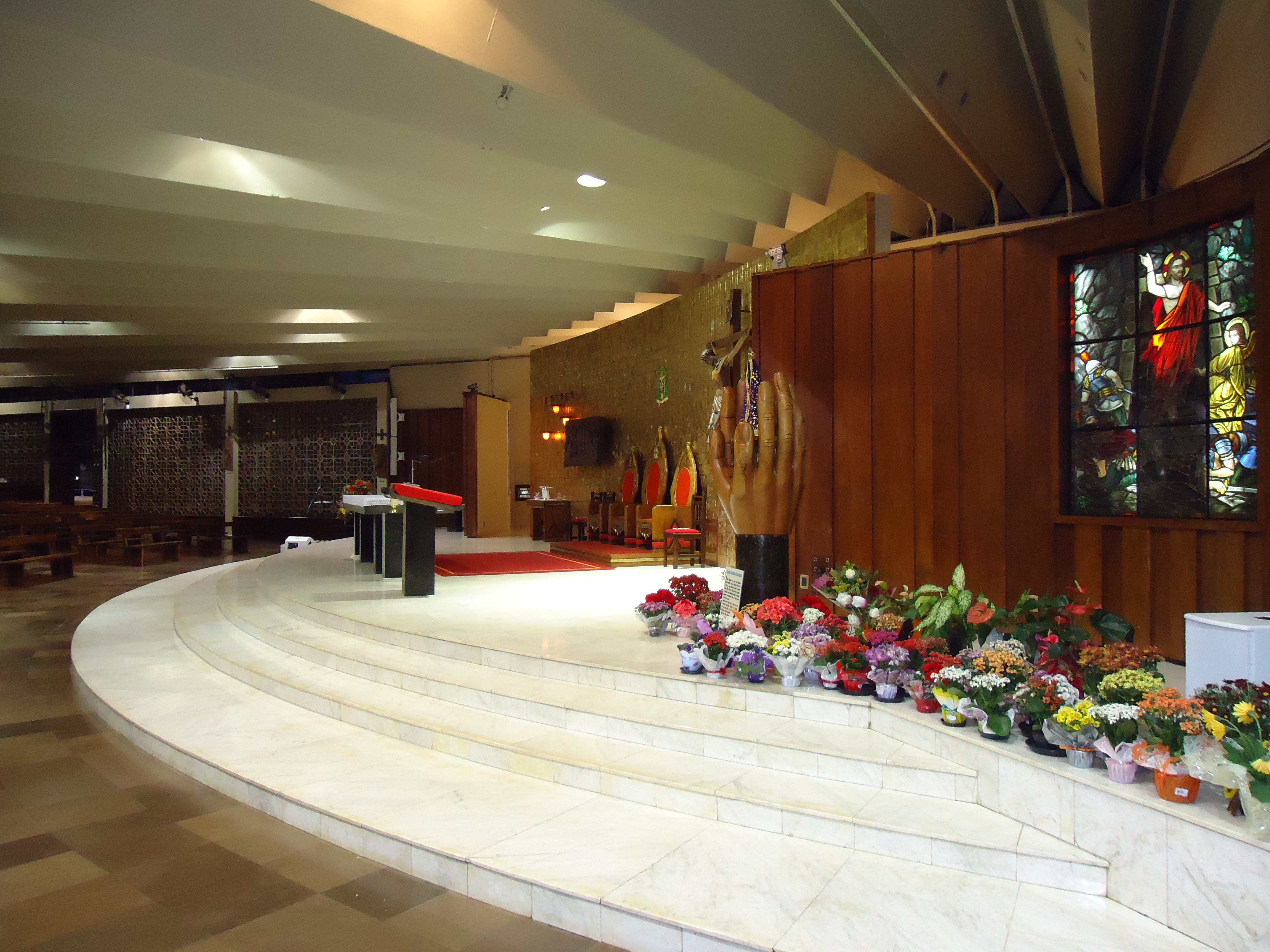
Presbitério e altar
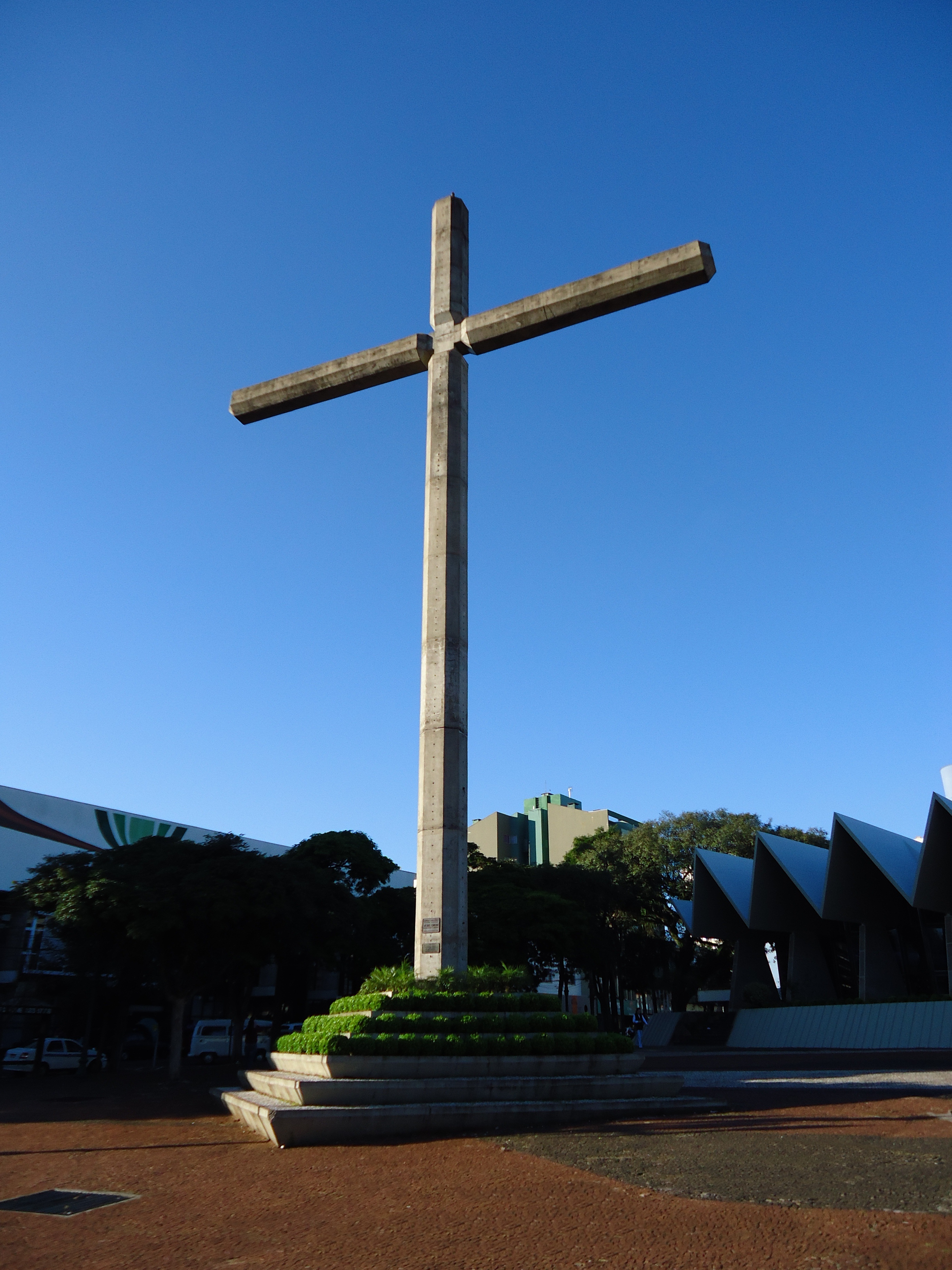
Cruz Mestre